# Джон-Форрест
Национальный парк Джон-Форрест (англ. John Forrest National Park) — национальный парк в штате Западная Австралия, расположенный в горном хребте Дарлинг в 24 км к востоку от столицы штата Перта. Объявленный национальным парком в ноябре 1900 года, Джон-Форрест был первым национальным парком в Западной Австралии и вторым в Австралии после Королевского национального парка в Новом Южном Уэльсе. Площадь парка составляет 26,78 км².

## Название
В 1898 году территория парка была отведена под охрану природы и отдых. Два года спустя он был назван Национальным парком Гринмаунт. Территорию называли национальный парк также в конце 1930-х годов. В 1947 году парк получил нынешнее название в честь сэра Джона Форреста, первого премьер-министра Западной Австралии.

## Расположение
Парк находится на окраине горного хребта Дарлинг к востоку от Перта, к северу от Великого Восточного шоссе Западной Австралии. На западе находится пригород Суон-Вью, Печей-роуд образует естественную западную границу парка. К югу от Великого Восточного шоссе примыкают пригороды Дарлингтон и Глен-Форрест, а к востоку — Ховеа.

## История

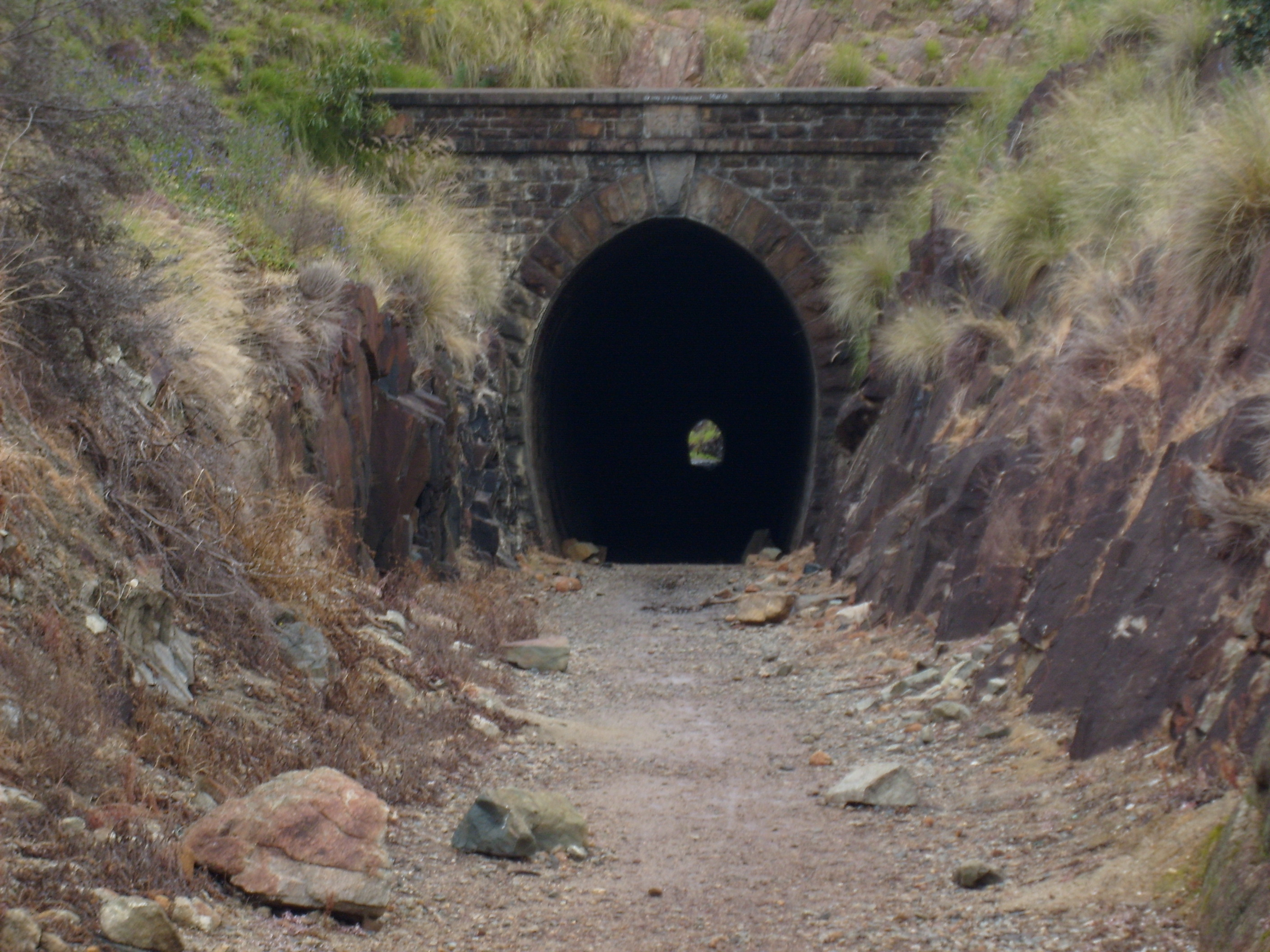
Тоннель Суон-Вью в парке Джон-Форрест

Территория парка была разделена на две части Восточной железной дорогой, когда она была построена в 1890-х годах, и железнодорожное движение проходило до 1966 года, когда линия была закрыта из-за открытия маршрута по долине реки Эйвон.
Трасса через туннель Суон-Вью и через парк была широко известна как железнодорожная линия «Национального парка». Во время Великой депрессии 1930-х годов многие объекты возле главных парковых зданий были построены в рамках оказания помощи. Некоторые были впоследствии восстановлены. С 1890-х по 1960-е годы это было популярное место для экскурсий по железной дороге. Первоначально Ховеа была ближайшей железнодорожной станцией, но в 1936 году была построена железнодорожная станция «Национальный парк». Пользовались успехом водопады национального парка и водопады Ховеа. После того, как железнодорожная линия была закрыта и разобрана, бывшие пути стали частью заповедной тропы железнодорожного наследия. Участок в парке теперь известен как Тропа наследия Джона Форреста.

## Состояние парка
В то время как более крупные кенгуру остаются, значительные популяции более мелких сумчатых животных были опустошены лисами, дикими кошками и собаками в этом парке.
Засуха и грибковые заболевания повредили леса Eucalyptus marginata в парке. По краям парка интродуцированные виды сорняков и проблемная растительность угрожают целостности парка. В некоторых районах полевые цветы остаются украшением внутренних дорог, несмотря на изменения.
В 1990-х и начале 2000-х годов лесные пожары внесли значительные разрушения в западной и северной частях парка . В ноябре 2010 года лесной пожар, который предположительно был зажжён намеренно, повредил значительную часть парка, в том числе часть тропы Игл-Вью.

## Галерея

Национальный парк Джон-Форрест
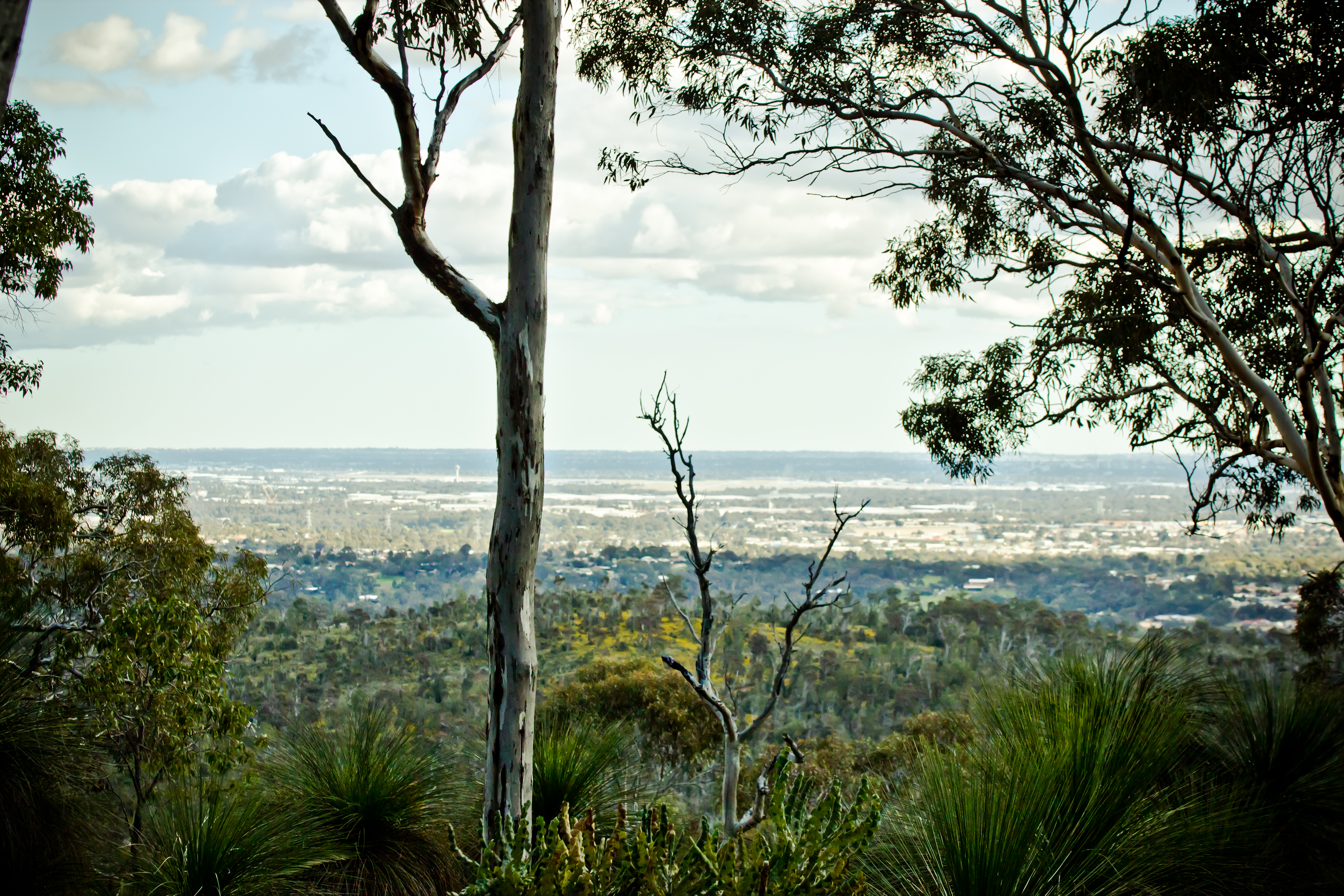
Вид с туристической тропы Игл
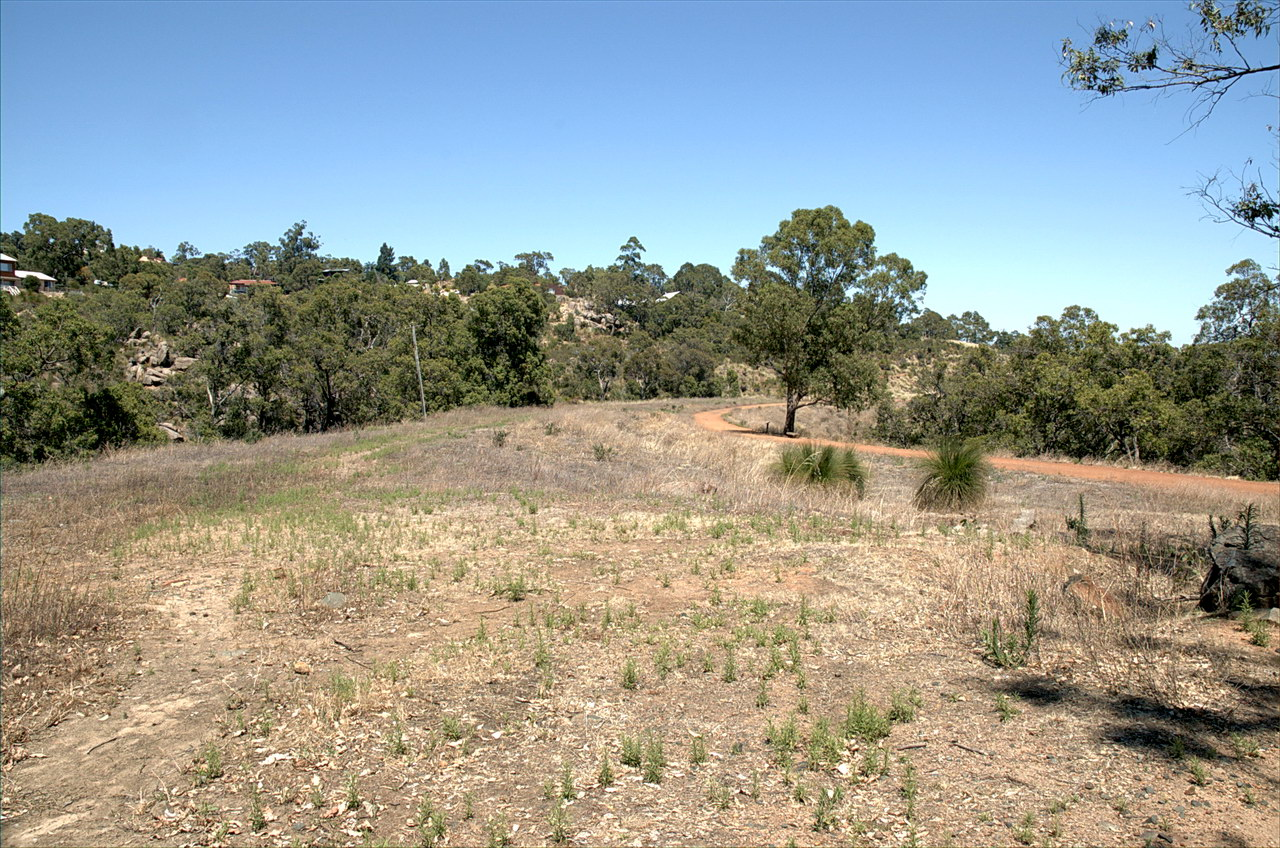
Суон-Вью
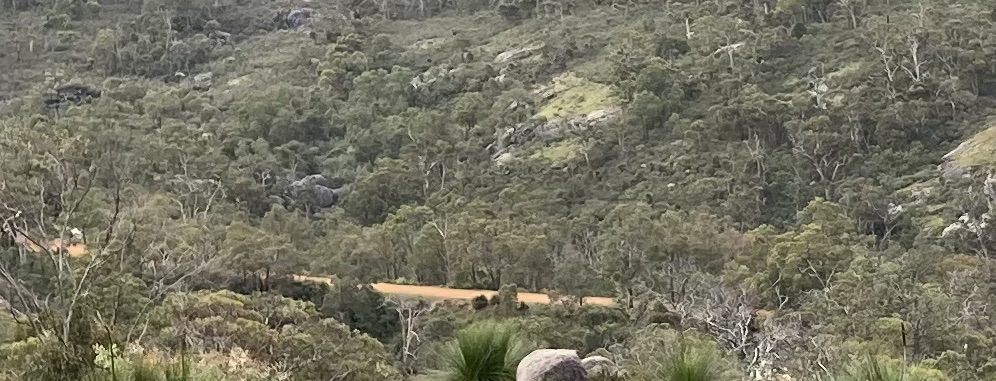
Вид на тропу железнодорожного наследия

Флора парка
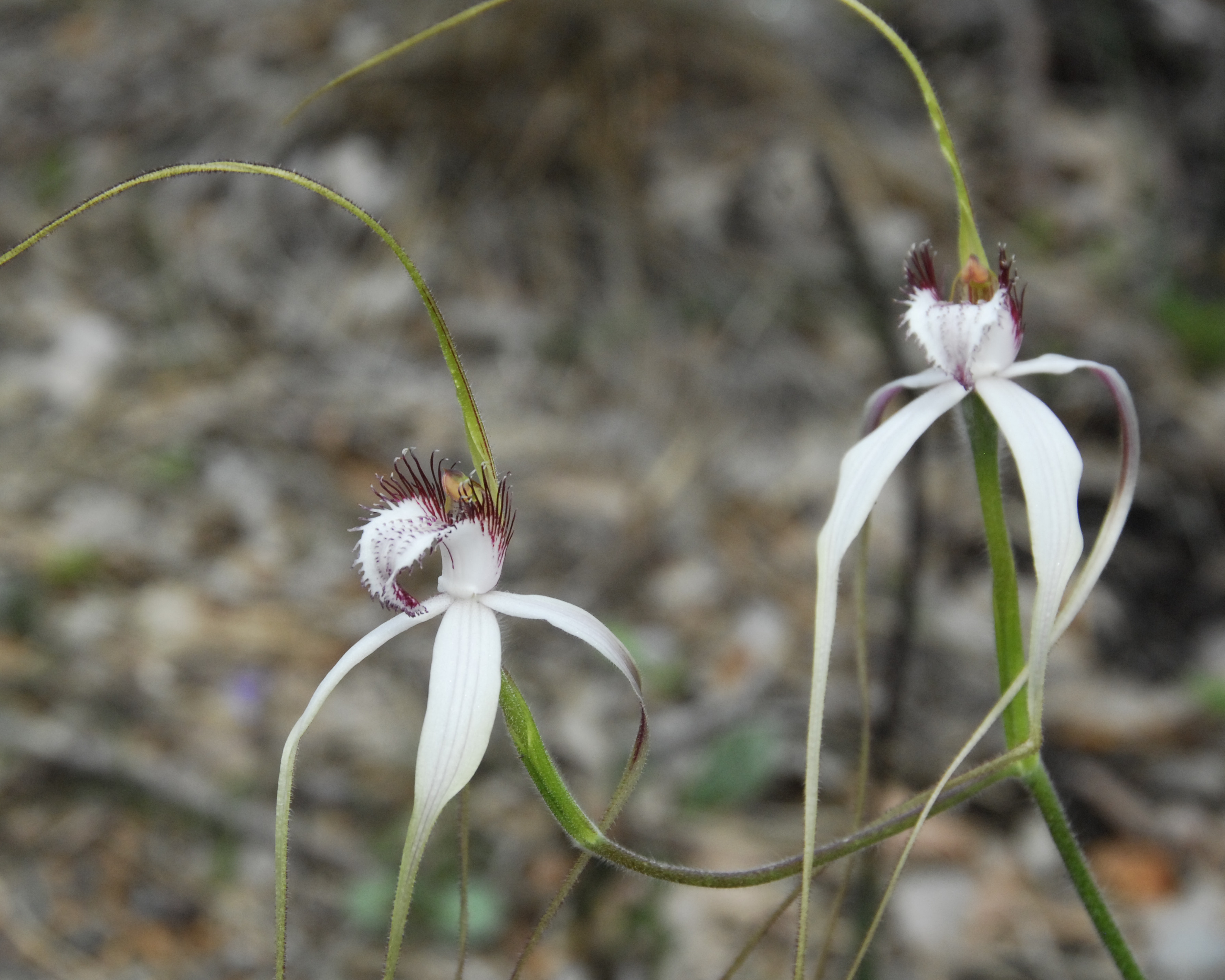
Caladenia longicauda
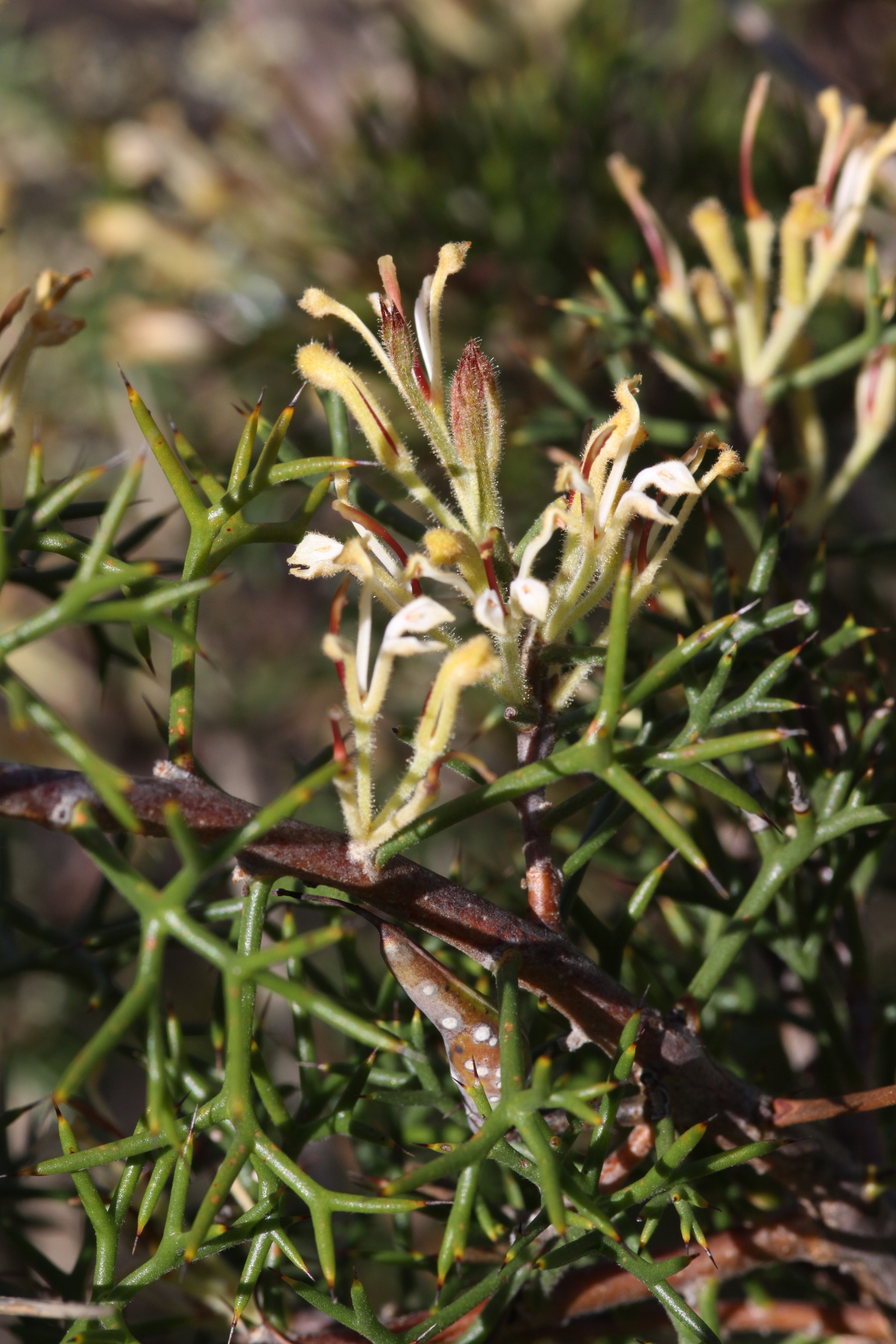
Hakea erinacea
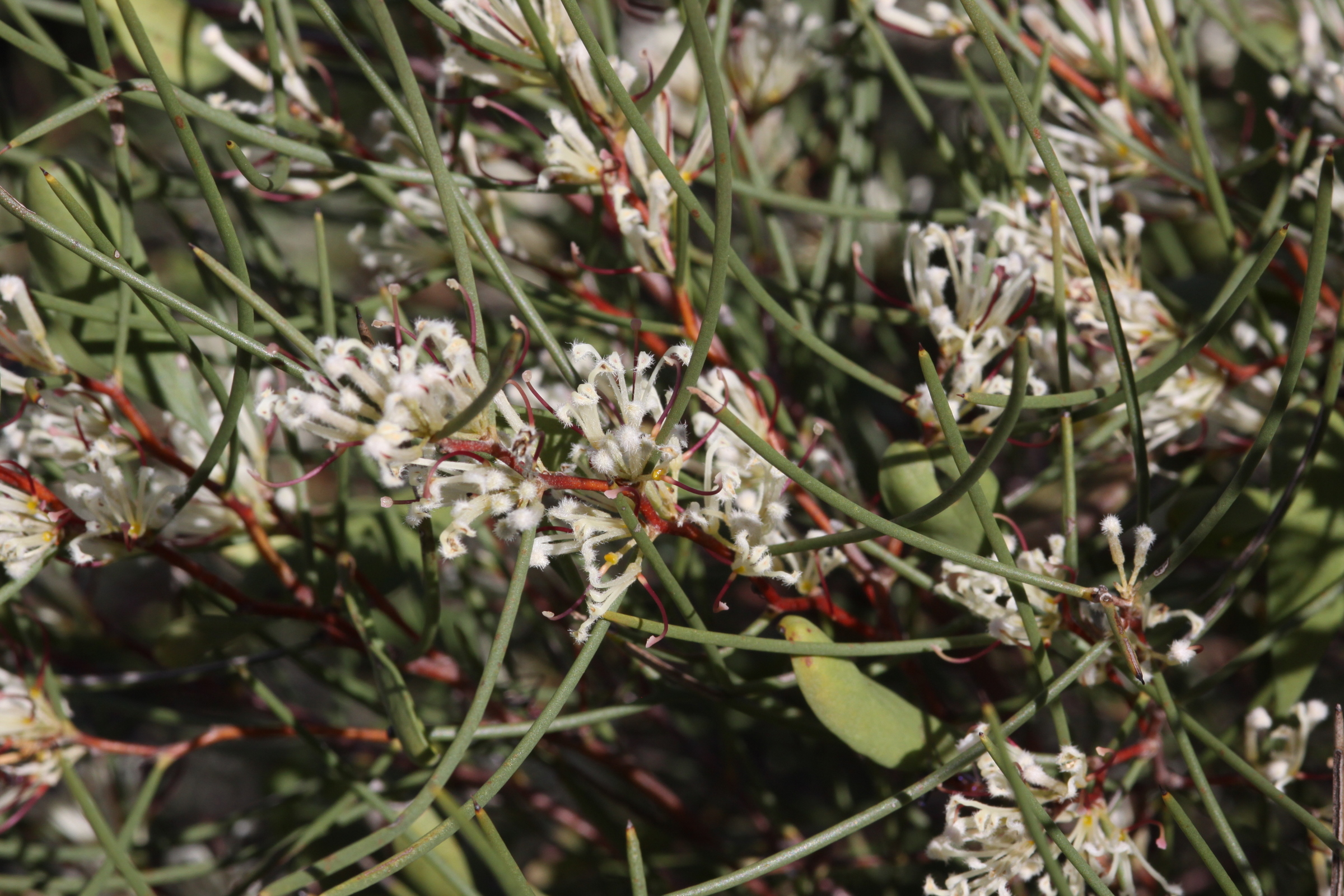
Hakea trifurcata
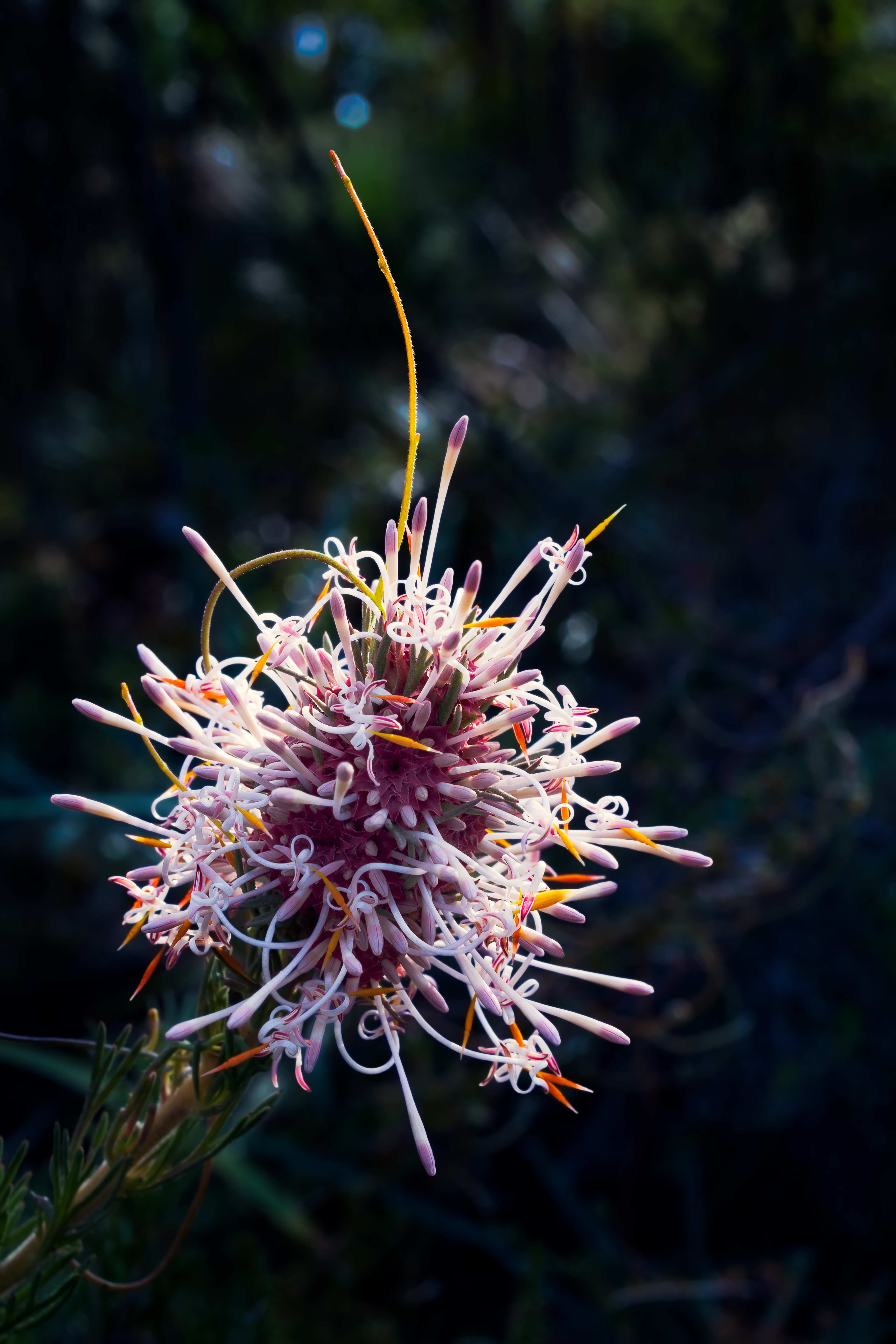
Isopogon asper
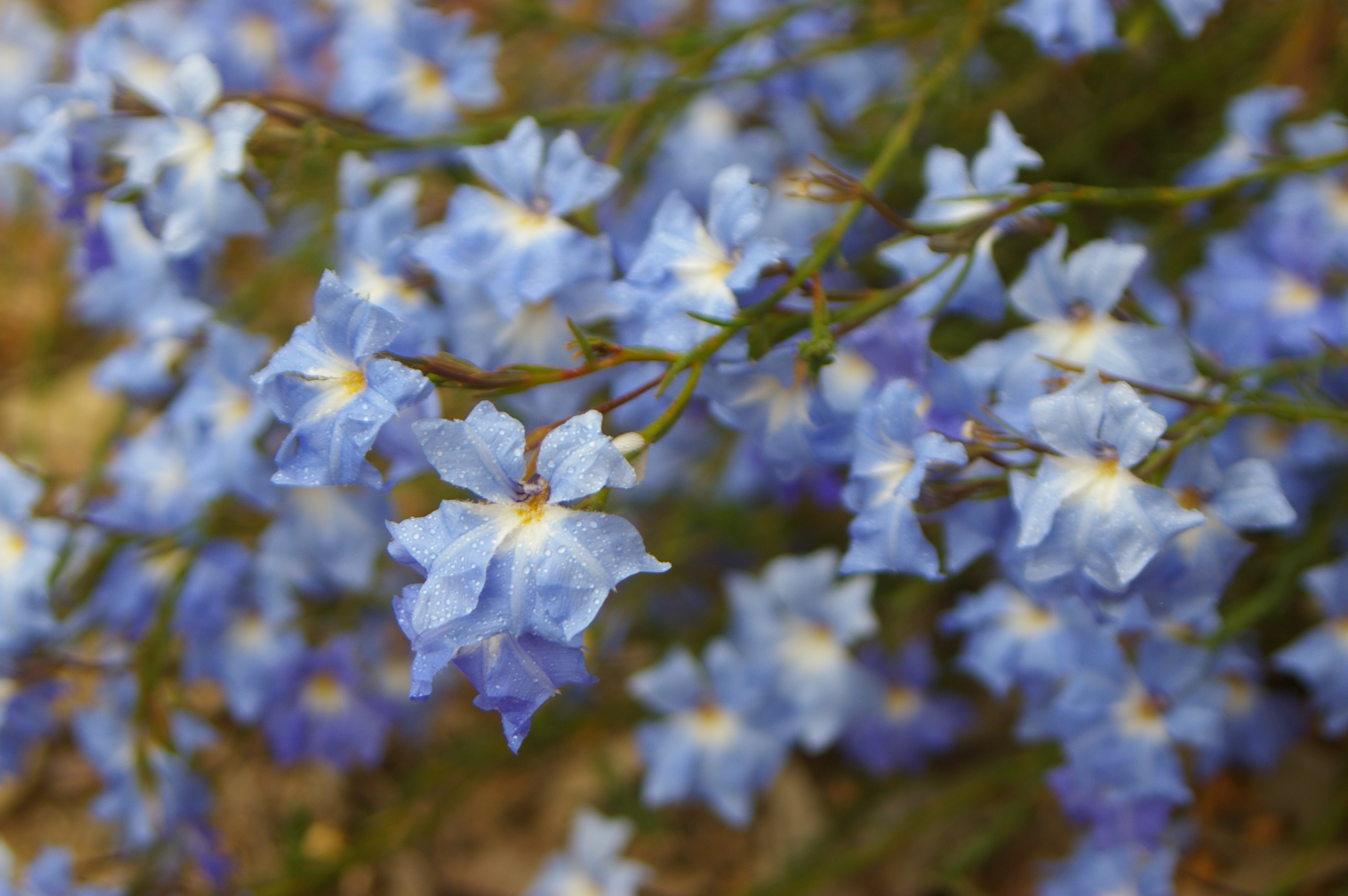
Lechenaultia biloba